# PCoIP
PCoIP (PC-over-IP, англ. personal computer over internet protocol — персональный компьютер по протоколу IP) — проприетарный протокол передачи данных, используемый в решениях по доставке на оконечные устройства удалённого рабочего стола. Спроектирован и разработан компанией Teradici. Существует как аппаратное решение, обеспечивающее формирование и обработку данных об удалённом рабочем столе, так и программные реализации, поддерживающие данный протокол.

## Технология
Технология PCoIP позволяет осуществлять удалённый доступ к рабочим столам, развёрнутых на компьютерах в центрах обработки данных с широкого спектра потребительских устройств: от персональных компьютеров, ноутбуков, тонких клиентов, планшетов, мобильных телефонов, на которые устанавливается специализированное клиентское программное обеспечение или мониторов, «нулевых клиентов» — устройств со встроенным аппаратным процессором PCoIP. На стороне рабочих станций поддерживается как аппаратная, так и программная реализация захвата рабочего стола. Используется в программном обеспечении по организации виртуальной инфраструктуры рабочих столов, в частности, поддерживается в VMware View, обеспечивая удалённый рабочий стол к виртуальным машинам. Процессоры, обеспечивающие аппаратное решение по захвату рабочих столов и их отображению на терминальных устройствах, Teradici разрабатывает самостоятельно, программные реализации по лицензии выпускают другие компании.
Протокол PCoIP предусматривает сжатие, шифрование и кодирование информации об экранном буфере, обеспечивает передачу PCoIP-устройствам только данных об изменившихся пикселях. Поддерживается передача изображения высокой чёткости и даже более высокого разрешения, частота кадров, пригодная для работы с трёхмерной графикой, совместимость с интерфейсами USB. Требования к пропускной способности сети при использовании PCoIP варьируются от 200 Кбит/с для простых работ, 1 Мбит/с при интенсивной работе с офисными документами и веб-сёрфинге и до 54 Мбит/с при работе с трёхмерной графикой в высоком разрешении.

## Аппаратное решение
Серверный процессор Tera Host включается в конфигурацию рабочей станции, связывается одним или двумя каналами с графическим процессором и по PCI Express — с периферией типа USB и HD Audio. Серверный процессор может работать в составе компьютера под управлением любой операционной системы, существуют решения по его интеграции в материнскую плату, мезонинную карту блейд-сервера, на карте PCI Express. Он собирает поток изменившихся пикселей, трафик от USB и звуковых устройств, и в сжатом виде передаёт по UDP. Поддерживается работа четырёх (в клиентах первого поколения — до двух) независимых дисплеев, видеосигнал в диапазоне частот от 25 до 165 МГц, DVI с разрешением 1920×1200, либо до двух дисплеев с разрешением 2560×1600 (только в клиентах второго поколения на процессоре Tera2).
Клиентский процессор Tera Portal устанавливается в оконечное устройство, он распаковывает пакеты PCoIP, распределяя их по соответствующим видео-, аудио- и USB-интерфейсам.
Оба процессора используют 32-битное ядро MIPS 24Kc Pro, они имеют схожую архитектуру и различаются тем, что у Tera Host 1200 два видеовыхода, а у Tera Portal 1100 — симметрично два видеовхода, у них идентичные ядра, предназначенные для сжатия и декомпрессии, и сходные подсистемы ввода-вывода..
Серверные процессоры Teradici предустанавливаются в некоторые блейд-серверы IBM и ClearCube и монтируемые в стойку серверы Dell; клиентские процессоры предустанавливаются в широкий спектр тонких клиентов, некоторые цифровые стационарные телефоны производства Cisco, некоторые модели мониторов производства GVision, Samsung, LG